# Bauchfell
Das Bauchfell oder Peritoneum (älter auch Peritonaeum, von altgriechisch περιτόνειον peritóneion, deutsch ‚das zum Darüberspannen Dienende, das Darübergespannte‘; davon abgeleitet bereits bei Hippokrates speziell altgriechisch περιτόνειον peritóneion, deutsch ‚das Bauchfell‘) kleidet als glatte, durchsichtige und seröse Haut den Bauchraum und darin liegende Organe aus. Es umgibt die meisten inneren Organe unterhalb des Zwerchfells bis zum Eingang des kleinen Beckens. Das Bauchfell ist durch ein einschichtiges, flaches Epithel (Mesothel) gekennzeichnet.
Das Bauchfell umschließt die Blutgefäße, die Lymphgefäße und die Nerven der Bauchorgane.

## Aufbau

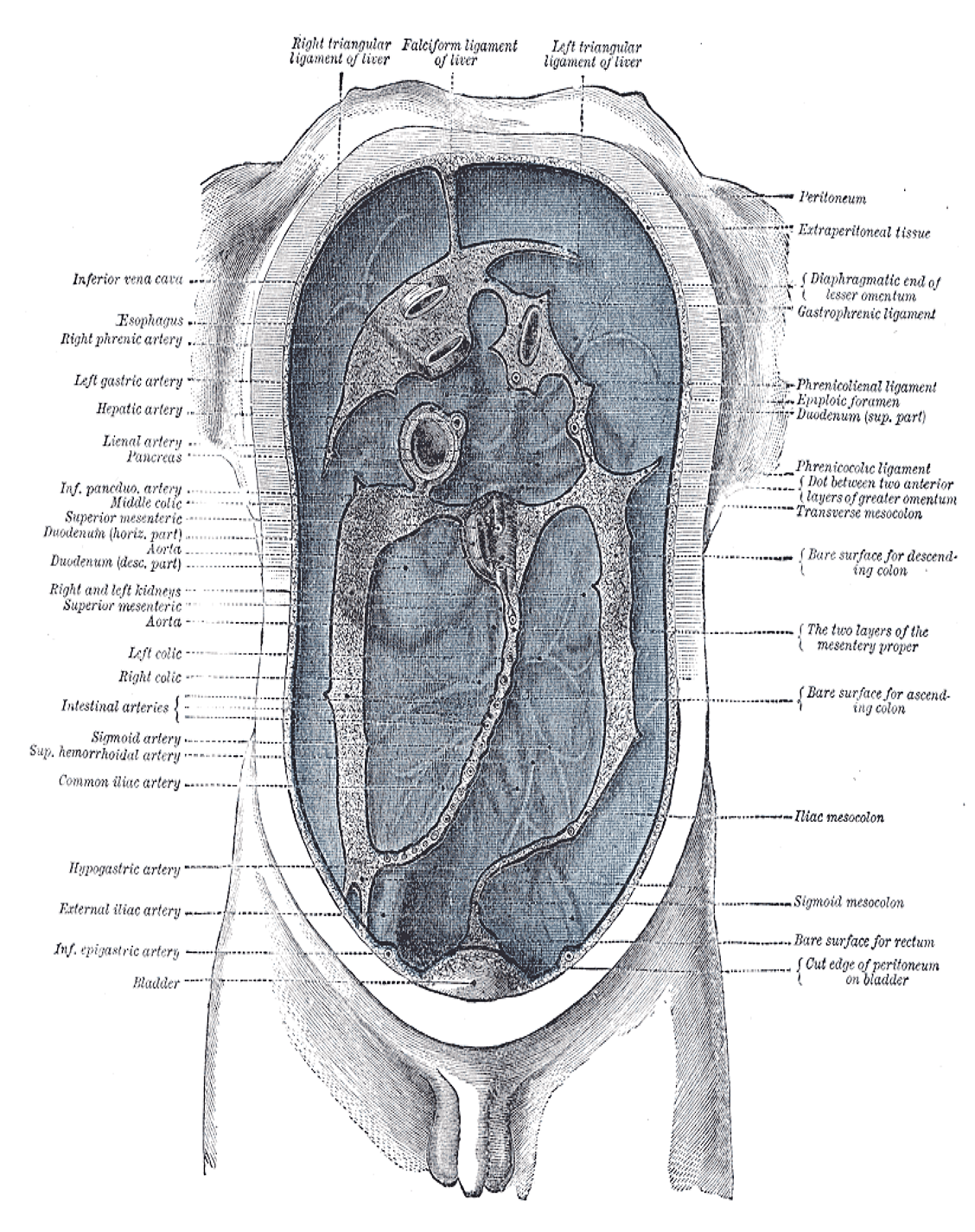
Das Peritoneum, in blau

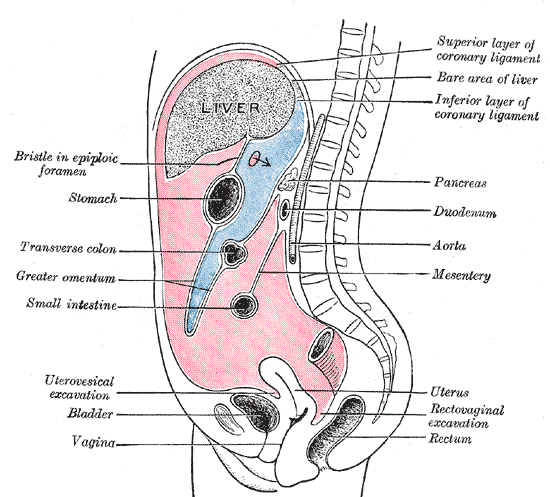
Das Foramen omentale, Peritonealhöhle (rot) und Bursa omentalis (blau)

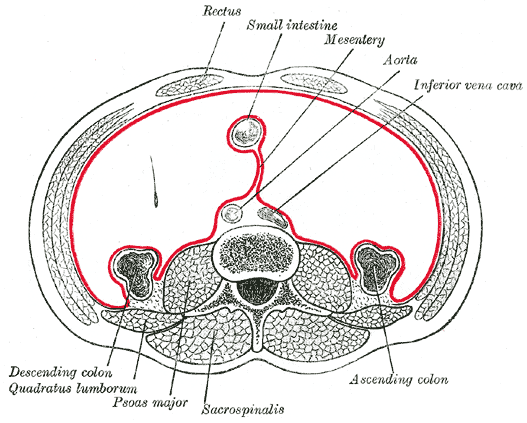
Horizontale Anordnung des Peritoneums im unteren Teil des Abdomens

Die Auskleidung der Innenseite der Bauchwand nennt man Peritoneum parietale (parietales Peritoneum), den Überzug der Organe Peritoneum viscerale (viszerales Peritoneum). Nur das Peritoneum parietale ist sensibel innerviert, also schmerzempfindlich. Dort ist die Innervationsdichte mit Nozizeptoren sehr hoch, so dass Reizungen (Entzündungen, mechanische Belastung) des Bauchfells besonders schmerzhaft sind. 
Das viszerale Peritoneum ist dünner als das parietale Peritoneum.
Der Raum zwischen diesen zwei Schichten heißt Peritonealhöhle. Diese ist mit einer im Vergleich zu anderen Körperhöhlen relativ kleinen Menge seröser Flüssigkeit gefüllt, die den zwei Schichten ermöglicht, leicht aufeinander zu gleiten.
Die Gesamtfläche des Bauchfells beträgt beim Menschen etwa 1,6–2,0 m². An der Vorderwand der Bauchhöhle unterhalb des Nabels finden sich fünf Längsfalten (lat. Plicae). Die drei medialen (mittleren) sind Rudimente der embryonalen Entwicklung. Die unpaare, innerste Aufwerfung enthält den zum Ligamentum umbilicale medianum obliterierten Urachus, daneben verlaufen pränatal die beiden Nabelarterien, welche sich nach der Geburt zu den Ligamenta umbilicalia medialia zurückbilden. Die lateralen (seitlichen) Falten des Bauchfells enthalten (auch postnatal) die Arteriae und Venae epigastricae inferiores. In der Chirurgie dienen diese Falten als wichtige anatomische Leitstrukturen.
Das Peritoneum viscerale umschließt Leber, Milz, Magen, den größten Teil sowohl des Dünn- (Intestinum tenue) und Dickdarms (Intestinum crassum). Bei der Frau liegen auch die Eierstöcke und Eileiter intraperitoneal.
Die Harnblase (Vesica urinaria) befindet sich im sogenannten Subperitonealraum, sie ist nur auf ihrer Oberseite von Peritoneum überzogen.
Der Begriff „Gekröse“ (fachsprachlich Mesenterium) bezieht sich oft auf eine Doppelschicht (Duplikatur) zwischen parietalem und viszeralem Peritoneum. Hier verlaufen Blutgefäße, Nerven und andere Strukturen. 
Von der Peritonealhöhle gibt es über das Foramen omentale (Syn. For. epiploicum) ein Zugang zum Netzbeutel (Bursa omentalis), einer Aussackung rückenseitig des kleinen Netzes (Omentum minus) und des Magens. Das Omentum minus ist mit der kleinen Magenkurvatur und mit der Leber verbunden. Das große Netz (Omentum majus) hängt von der großen Magenkurvatur herunter und bildet eine Schleife vor den Därmen, dann biegt es rückwärts nach oben und verbindet sich mit dem Querkolon. Damit hängt es vor den Därmen wie eine Schürze.
Die Gliederung der abdominalen Strukturen
Die Strukturen des Abdomens sind als intraperitoneal, retroperitoneal oder infraperitoneal gegliedert, abhängig davon, ob sie mit viszeralem Peritoneum gedeckt sind und ob sie mit einem Gekröse verbunden sind.
| Intraperitoneal | Retroperitoneal | Infraperitoneal / Subperitoneal |
| Abdomen, erste Teil des Duodenums [Pars superior], Jejunum, Ileum, Blinddarm, Appendix, Colon transversum, Colon sigmoideum, Mastdarm (oberes 1/3) | übrige Teile des Duodenums [Partes deszendens, horizontales et aszendens], Colon ascendens, Colon descendens, Mastdarm (mittleres 1/3) | Mastdarm (unteres 1/3)          |
| Leber, Milz, Bauchspeicheldrüse (nur Pankreasschwanz)                                                                                              | Bauchspeicheldrüse (außer Pankreasschwanz)                                                                                             |                                 |
| | Nieren, Nebennieren, proximale Harnleiter, Arteria renalis                                                                             | Harnblase, distaler Harnleiter  |
| Bei Frauen: Eierstock, Eileiter | Keimdrüsenblutgefäße, Gebärmutter |                                 |
| | Vena cava inferior, Aorta |                                 |

Die intraperitonealen Strukturen sind in der Regel beweglich, die retroperitonealen liegen relativ ortskonstant. Einige Strukturen wie die Nieren sind hauptsächlich retroperitoneal, während andere wie die Mehrheit des Duodenums nebensächlich retroperitoneal sind. Diese Strukturen entwickelten sich intraperitoneal, verloren aber ihr Gekröse und wurden somit retroperitoneal.

## Funktion
Das Peritoneum sezerniert und absorbiert Peritonealflüssigkeit, ein Sekret, das als „Schmiermittel“ die Reibung (Viskosität) an seiner Oberfläche herabsetzt und so Bewegungen der Organe gegeneinander (z. B. bei Magenfüllung oder Schwangerschaft) erleichtert. Die Flüssigkeitsmenge ist normalerweise mit 50 bis 75 ml beim erwachsenen Menschen gering; jede größere Ansammlung ist pathologisch (krankhaft) und wird als Aszites bezeichnet. Eine mangelhafte Produktion der Peritonealflüssigkeit kann bei Bewegung der Organe wegen der erhöhten Reibung zu Schmerzen oder sogar zu Verwachsungen des Bauchfells führen. Eine Entzündung des Bauchfells (Peritonitis) ist eine lebensgefährliche Komplikation von Verletzungen der Bauchwand oder des Darms, von Krebserkrankungen sowie des „Blinddarmdurchbruchs“ als Folge einer Blinddarmentzündung oder einer Appendizitis (Entzündung des Blinddarmfortsatzes).

## Erkrankungen
Die häufigsten Erkrankungen des Peritoneums sind:
- Ergüsse: seröser Aszites, hämorrhagischer Aszites, chylöser Aszites, Gallertbauch
- Entzündung (Peritonitis): abakteriell, bakteriell
- Hernien
- Tumoren: Mesotheliome, Peritonealkarzinose
- Endometriose des Peritoneums